# 纤茎马先蒿
纤茎马先蒿（学名：Pedicularis tenuicaulis）为列当科马先蒿属的植物，为中国的特有植物。分布在喜马拉雅以及中国大陆的西藏等地，生长于海拔4,000米的地区，目前尚未由人工引种栽培。